# Uithuizerpolder
De Uithuizerpolder  is een voormalig waterschap in de Nederlandse provincie Groningen.
Het schap lag ten noorden van Uithuizen. De noordgrens lag op de dijk net ten noorden van de Emmaweg/Dwarsweg, de oostgrens op over de opdijk tussen de polder en de Oostpolder en het verlengde hiervan naar de Oudedijksterweg. De zuidgrens was de Oudedijksterweg/Oude Dijk. De westgrens lag op de opdijk met de Noordpolder.
Het waterschap had geen bemaling en loosde zijn water via een spuisluis, de Uithuizerpomp op de Oostpolder. De belangrijkste watergang was de Uithuizerbermsloot, die langs de noordelijk dijk was gelegen. Hierop kwamen drie watergangen uit die de namen Oostelijke, Middelste en Westelijke Pompriet droegen, genoemd naar de pompen (duikers) die in de Middendijk waren gelegen. Deze dijk verdeelde de polder als het ware in tweeën.
Waterstaatkundig gezien ligt het gebied sinds 1995 binnen dat van het waterschap Noorderzijlvest.